# Furehætte
Orthotrichum (Furehætte) er en slægt af mosser med omkring 110 arter i verden, hvoraf 15 findes i Danmark. Orthotrichum betyder 'med rette hår' og hentyder til hårene på sporehusets hætte hos nogle af arterne.
Arterne i Orthotrichum-slægten har lancetformede blade med oftest tilbagerullet rand og en ribbe, der ender lige før bladspidsen. Bladcellerne er papilløse. Seta er kort. Arterne er som regel enten epifytter eller vokser på sten.
| Danske arter |

- Alm. furehætte Orthotrichum affine
- Mørk furehætte Orthotrichum anomalum
- Skålfurehætte Orthotrichum cupulatum
- Hårspidset furehætte Orthotrichum diaphanum
- Tandløs furehætte Orthotrichum gymnostomum
- Stor furehætte Orthotrichum lyellii
- Butbladet furehætte Orthotrichum obtusifolium
- Smuk furehætte Orthotrichum pulchellum

- Dværgfurehætte Orthotrichum pumilum
- Stenfurehætte Orthotrichum rupestre
- Nordisk furehætte Orthotrichum scanicum
- Kortstribet furehætte Orthotrichum speciosum
- Strågul furehætte Orthotrichum stramineum
- Glatkapslet furehætte Orthotrichum striatum
- Lille furehætte Orthotrichum tenellum